# José Pinto Correia
Joaquim Germano Pinto Machado Correia da Silva (Oporto, 16 de junio de 1929 – Oporto, 14 de marzo de 2011) fue el 124º Gobernador de Macao del 15 de mayo de 1986 hasta el 8 de julio de 1987.

## Biografía
Como cirujano, fue el primer Gobernador del Macao portugués que no era un general. Abogó por el humanismo y el bienestar social durante su mandato y visitó Guangzhou, así como toda la provincia de Guangdong del 22 al 24 de febrero de 1987. Renunció al cargo en mayo de 1987 por un posible caso de corrupción que nunca se llegó a demostrar.